# Hans-Rudolf Wiedemann
Hans-Rudolf Wiedemann (Brema, 16 febbraio 1915 – Kiel, 4 agosto 2006) è stato un pediatra e scrittore tedesco.

## Biografia
Nato a Brema da padre medico e madre proveniente da una famiglia di medici, lo stesso Wiedemann studiò Medicina e Chirurgia all'Università di Amburgo, all'Università di Friburgo, all'Università di Monaco di Baviera, all'Università di Losanna e a quella di Jena. Superò l'esame di Stato nel 1940 e si laureò a Brema l'anno successivo, con una tesi avente come relatore il dottor Yusuf Ibrahim. A Jena, Wiedemann effettuò ricerche e studi riguardanti l'ittero. Si specializzò in pediatria studiando a Brema, a Münster e a Bonn. Lavorando presso l'ospedale pediatrico di Krefeld, Wiedemann fu tra i primi a riconoscere i gravissimi effetti collaterali del talidomide; se inizialmente era stato considerato innocuo dalla comunità scientifica, infatti, il talidomide - spesso prescritto contro la nausea in gravidanza - si era poi dimostrato un farmaco altamente teratogeno, causando spesso focomelia e altri gravi danni al feto, specie se assunto durante il primo trimestre di gestazione. Per le forti pressioni dell'opinione pubblica e della stampa, nel novembre 1961 il talidomide venne ritirato dal mercato.
L'Università di Kiel, nel 1961, nominò Wiedemann professore ordinario di Pediatria; nel 1977 divenne anche presidente della Società Tedesca di Medicina Pediatrica. Nel 1980, inoltre, Wiedemann venne nominato professore emerito in Pediatria.
Wiedemann, sposatosi con Gisela von Sybel, redasse con la moglie e fece pubblicare alcuni libri di autografi; morì a Kiel nel 2006, all'età di 91 anni.

## Riconoscimenti
Wiedemann venne nominato membro dell'Accademia Cesarea Leopoldina nel 1969 e membro onorario della Società Tedesca di Pediatria nel 1982. Wiedemann risulta inoltre l'eponimo di alcune malattie genetiche da lui studiate e descritte: la sindrome di Beckwith-Wiedemann, la sindrome di Genée-Wiedemann, la sindrome di Wiedemann-Steiner e la sindrome di Wiedemann-Rautenstrauch.